# Karl von Schlözer (Diplomat, 1854)

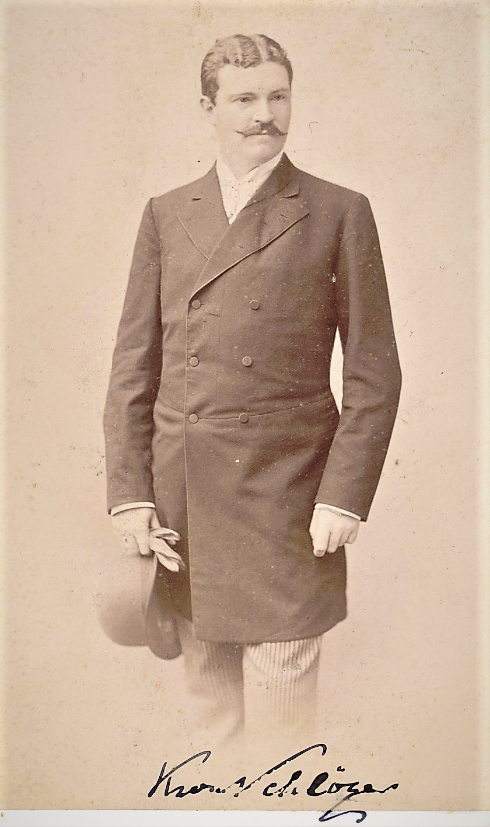
Karl von Schlözer (ca. 1900)

Karl Friedrich Eberhard von Schlözer, Pseudonym Eber Hart (* 22. April 1854 in Stettin; † 6. Oktober 1916 in Dresden) war ein deutscher Diplomat und Schriftsteller.

## Leben
Karl von Schlözer war ein Sohn des kaiserlich russischen Konsuls in Stettin Nestor von Schlözer aus dessen zweiter Ehe mit der Malerin Luise Freiin von Meyern-Hohenberg (1823–1907). Sein Bruder Leopold (1859–1946) wurde Major und Schriftsteller. 1873 wurden beide Söhne auf den Antrag des Vaters hin aus dem russischen Untertanenverhältnis entlassen.
Ab 1859 wuchs er auf dem von seinem Vater erworbenen Gut Rothensande auf. Wilhelm Wisser war zunächst sein Hauslehrer. Er besuchte dann das Gymnasium Eutin, die heutige Johann-Heinrich-Voß-Schule, bis zum Abitur Michaelis 1873. Nach Ableistung seines Dienstes als Einjährig-Freiwilliger 1873/74 studierte er ab dem Wintersemester 1873/74 Rechtswissenschaften an den Universitäten Straßburg, Leipzig, Wien und Göttingen. Am 25. Januar 1879 bestand er das Referendarexamen. Er trat in den preußischen Justizdienst und war 1882 Referendar bei der Justizverwaltung in Stendal. Als Reserveoffizier, zuletzt Rittmeister der Reserve, war er dem Ulanen-Regiment „Graf Haeseler“ (2. Brandenburgisches) Nr. 11 aggregiert.
Zum 17. September 1885 wurde er in den diplomatischen Dienst des Deutschen Reiches übernommen. Seine erste ausländische Verwendung war von Februar bis August 1886 St. Petersburg, wo schon sein Großvater Karl von Schlözer und sein Vater in russischen Diensten und sein Onkel Kurd von Schlözer in der preußischen Gesandtschaft tätig gewesen waren.
1889 bestand er die diplomatische Prüfung. Von 1887 bis 1889 war er in Rio de Janeiro stationiert, von 1889 bis 1891 in Belgrad, von 1891 bis 1893 in Athen und von 1893 bis 1895 in Bukarest. Am 9. November 1894 erhielt er den Charakter als Legationsrat. Von 1895 bis 1897 war er Legationssekretär in Den Haag und 1897 bis 1899 Erster Sekretär in Konstantinopel. Von Dezember 1899 bis 1902 war er Erster Sekretär, ab 1900 im Rang eines außerordentlichen Gesandter und bevollmächtigten Ministers, an der Botschaft in Paris.

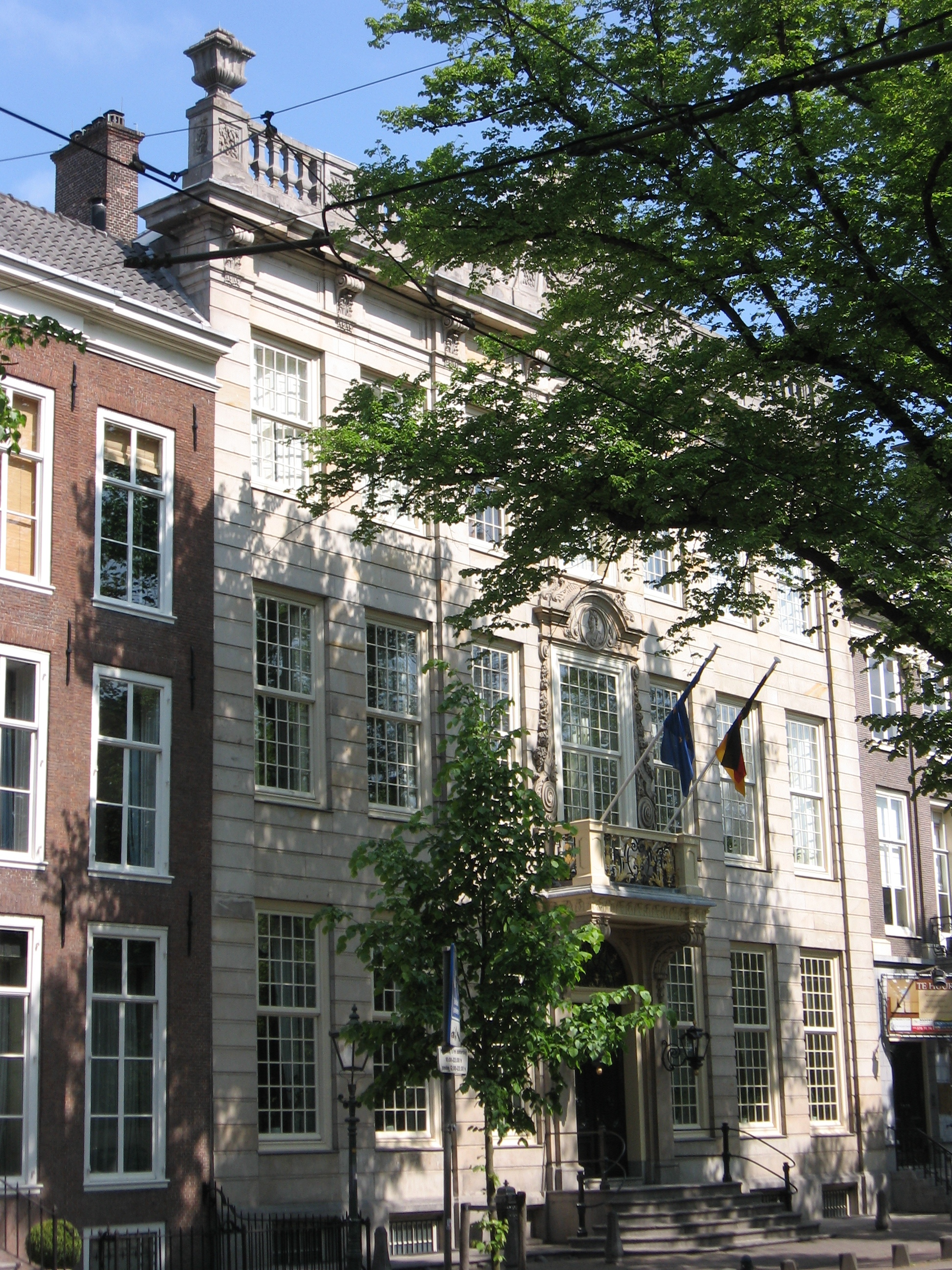
Huis Schuylenburch, Sitz der Deutschen Gesandtschaft in Den Haag

Am 30. Dezember 1902 wurde er außerordentlicher Gesandter und bevollmächtigter Minister in Den Haag, wo er bis Dezember 1907 blieb. Es folgten Jahre als Gesandter Preußens am bayerischen Hof in München von Anfang 1908 bis 1911.
Mit Wirkung vom 24. September 1911 wurde er in den Ruhestand versetzt.
Er war seit September 1891 verheiratet mit Maria Pauline Henriette, geb. von Rigal (1868–1946), einer Tochter des Unternehmers Ludwig Maximilian von Rigal-Grunland.

## Nachlass
Ein Teilnachlass Karl von Schlözers befindet sich zusammen mit dem Familiennachlass als Schlözer-Stiftung in der Niedersächsischen Staats- und Universitätsbibliothek Göttingen. Ein weiterer Teilnachlass wird in der Schleswig-Holsteinischen Landesbibliothek verwahrt.

## Auszeichnungen
- Wirklicher Geheimer Rat mit dem Prädikat Exzellenz (1911)
- Roter Adlerorden II. Klasse mit Stern und Eichenlaub[6]
- Königlicher Kronen-Orden II. Klasse mit Stern
- Landwehr-Dienstauszeichnung I. Klasse
- Verdienstorden vom Heiligen Michael I. Klasse
- Komtur des Ordens der Rose
- Großoffizier der Ehrenlegion
- Kommandeur des Erlöser-Ordens
- Großkreuz des Hausordens von Oranien
- Großkreuz des Ordens von Oranien-Nassau
- Komtur des Franz-Joseph-Ordens
- Großkreuz des Oldenburgischen Haus- und Verdienstordens des Herzogs Peter Friedrich Ludwig
- Kommandeur des Sterns von Rumänien
- Kommandeur des Ordens der Krone von Rumänien
- Komtur I. Klasse des Albrechts-Ordens
- Komtur mit Stern des Hausordens vom Weißen Falken
- Kommandeur des Takovo-Ordens
- Osmanje-Orden II. Klasse
- Mecidiye-Orden I. Klasse
- Liakat-Medaille in Gold

## Werke
- Aus Dur und Moll. Concertstücke ohne Noten. Berlin 1885.

Neuauflage unter dem Titel: Seltsame Geschichten. Stilke, Berlin 1893. (Digitalisat, Universitätsbibliothek Greifswald)
3. Auflage 1926.
- Vom Haag zum Hindukusch: Aus dem Skizzenbuch eines Diplomaten. Stilke, Berlin 1904.
- Unter dem Pseudonym Eber Hart:
  - Die Regentin: Geschichtliche Handlung in 20 Bildern und einem Vorspiel. Stilke, Berlin 1905.
  - Die Brüder: Episode aus den Römerkriegen. Eisele, Bonn ca. 1905
  - Die Knallerbsen: Novellistischer Versuch des Oberhofgärtner-Gehülfen Moritz Rübekohl. Eisele, Bonn 1905.
  - In der Steppe: Russisches Bild. Eisele, Bonn ca. 1905.
  -  Der Sarkophag: Venezianisches Zauberspiel. Stilke, Berlin 1908.
- Das Schuylenburch’sche Haus: Kaiserlich Deutsche Gesandschaft. Stilke, Berlin 1906.
- Rocaille: Lustspiel in einem Aufzug. Stilke, Berlin 1911.
- Ein Ausflug ins Drachenreich. [S.l.] ca. 1914.
- (posthum) Menschen und Landschaften: Aus dem Skizzenbuch eines Diplomaten. Hrsg. von Leopold von Schlözer. Deutsche Verlagsanstalt, Stuttgart 1926.

Zusammen mit seinem Bruder Leopold gab Karl von Schlözer die Briefsammlungen seines Onkels Kurd von Schlözer heraus. Zu seinen Lebzeiten erschienen davon:
- Römische Briefe: 1864–1869. Deutsche Verlagsanstalt, Stuttgart 1912.
- Mexikanische Briefe: 1869–1871. Deutsche Verlagsanstalt, Stuttgart 1913.